# 小澤良介
小澤 良介（おざわ りょうすけ、1978年8月28日 - ）は、日本の実業家、投資家。家具・アート販売、空間デザインを主とするリグナ株式会社創業者。愛知県北名古屋市出身。クリエイティブディレクター、アートディレクター、インテリアデザイナーとしても活動。浙江大学顧問。2021年5月に米ユニコーン企業「セラシオ社」の日本法人であるセラシオ合同会社の最高協業責任者（Chief Partnership Officer）に就任。

## 経歴
愛知県立中村高等学校普通科卒業後、明治大学政治経済学部に入学。大学在学中に個人事業として業務請負会社を起業。卒業後まもなく、数名の仲間とダーツバーの立ち上げに参画。その際、内装を手がけたことをきっかけに、有限会社リックアンドブレインズ（現 リグナ株式会社）を創業。
2003年
- 5月　リグナ株式会社 創業・代表取締役 就任[9][10]

2004年
- 12月　デザイナーズ家具専門のECサイト『リグナ』オープン[11][12]

2010年
- 5月　フジテレビ ドラマ「月の恋人〜Moon Lovers〜」監修[13]
- 10月　明治大学商学部『商学部アワー』講演[14]

2012年
- 11月　大丸福岡天神店のクリスマスイルミネーションをプロデュース[15]。

2015年
- 8月　株式会社ベクトル 取締役CBO（Chief Branding Officer） 就任[16][17]

2018年
- 6月　浙江大学大学院顧問、客員教授 就任[4]

2019年
- 6月　株式会社幸楽苑ホールディングス（東証プライム 7554）社外取締役 就任[18]

2020年
- 2月　リグナ株式会社 代表取締役会長 就任[19]
- 3月　THE TRIGGR株式会社 代表取締役 就任[20]
- 10月　リグナ株式会社 取締役会長 就任[21][注釈 1]

2021年
- 5月　セラシオ合同会社 最高協業責任者 就任[20][22]

2022年
- 12月　株式会社フォーシーズHD（東証スタンダード 3726） 社外取締役 就任[20]

## 人物
- 幼少期から絵が好きで約10年ほど絵を習っていた[17]
- バイクや車も大好きで、高校時代から乗り物に関係するアルバイトを多数経験する[7]。
- インテリアに興味を持ったのは中学時代。自宅の建て替えで純和風が洋風に変化し、ライフスタイルも大きく変わったことに衝撃を受け、インテリア・家具に興味を持つ[7][17]。
- 学生時代は個人事業で人材派遣業を経営していたが、ドタキャンされるなどのトラブルも多く、『自分には向かない』と感じる[9][17]。
- 大学時代は、自分の可能性を引き出してくれた貴重な時期だったと考えている[1]。
- 就職活動で内定は複数得ていたが、『企業に勤め、好きなことをして幸せに生きるイメージが湧かない』と考え、起業に至った[9]。
- 人生において一番重要なものは時間と語り、『時間＝人生』と考えている[9]。
- 趣味は仕事、車、ウェイクボード等[23]。

## 主な出演

### テレビ
- ONE hour Sense（フジテレビ、2019年5月19日）[24]
- THE ART HOUSE ～そのアートは100年後に残せるか～（日本テレビ、2023年10月23日）[25][26][注釈 2]

### プロモーションムービー
- 『Model 3 日本上陸』（TESLA、2019年6月10日）[27]

### 雑誌
- 『MEN'S CLUB』(ハースト婦人画報社、2021年5月号）[28]
- 『MEN'S CLUB』(ハースト婦人画報社、2022年4月号）[29]

## 書籍

### 著書
- 『100%、「好き! 」を仕事にする人生』日本実業出版社、2015年3月19日。ISBN 978-4534052650。[23]
- 『なぜデンマーク人は初任給でイスを買うのか? ― 人生を好転させる「空間」の活かし方』きずな出版、2015年11月21日。ISBN 978-4907072469。
- 『LIFE STYLE DESIGN（ライフスタイルデザイン） ―「遊び」と「好奇心」で設計する これからの生存戦略』きずな出版、2018年7月4日。ISBN 978-4866630397。

### 関連
- 『The Sofa 100』晋遊舎、2014年6月26日。ISBN 978-4801800076。
- 『100番目のメッセージ』かんき出版、2011年2月3日。ISBN 978-4761267292。
- 『人生を絶対に後悔しない 「やりたいこと」が見つかる３つの習慣』日本実業出版社、2011年11月19日。ISBN 978-4534048882。
- 『格安家具量販店完全ガイド』晋遊舎、2010年3月19日。ISBN 978-4863910775。